# Familia de Flora (astronomía)

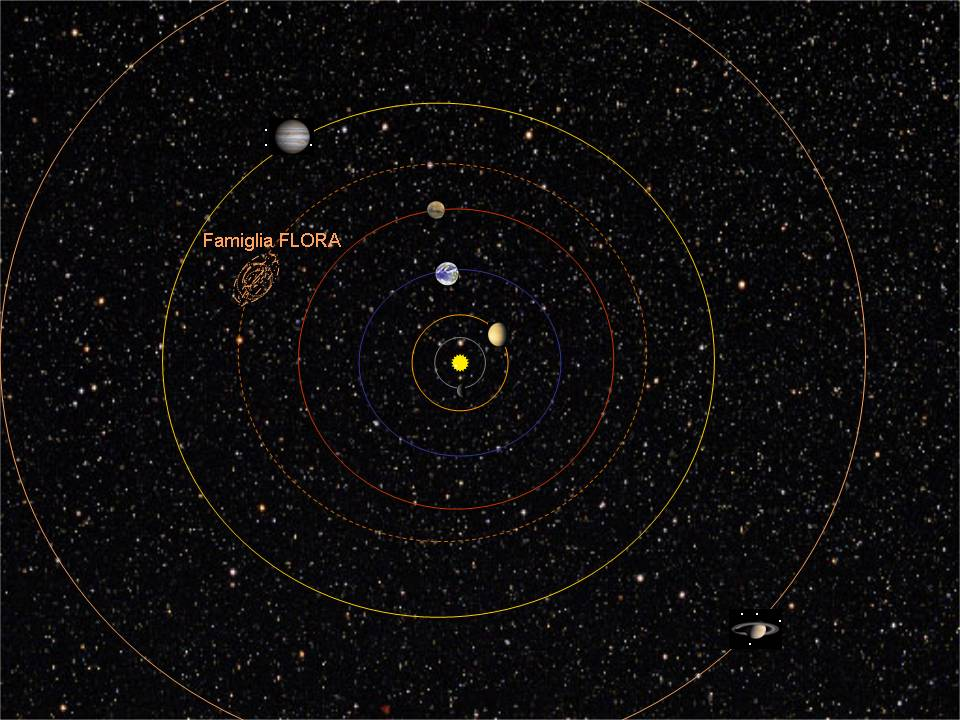
La Familia de Flora.

La familia de Flora es una familia de asteroides que fue establecida por el profesor de astronomía de la Universidad Imperial de Tokio Kiyotsugu Hirayama.
La forman los asteroides con las siguientes características:
- 2,1 < a < 2,3 (siendo a el semieje mayor de la órbita)
- i < 11 (siendo i la inclinación de la órbita)

Los miembros de esta familia pueden haber sido originados por la fragmentación de un único objeto, del que pudiera ser el mayor el asteroide Flora, que da nombre a la familia. Se encuentran cerca del borde interior del cinturón de asteroides, a una distancia media de 2,2 ua. Todos los miembros de esta familia se encuentran separados del cinturón principal por uno de los huecos de Kirkwood.

## Miembros destacados de la familia
- (8) Flora
- (244) Sita
- (291) Alice
- (315) Constantia
- (341) California
- (352) Gisela
- (428) Monachia
- (453) Tea
- (496) Gryphia
- (553) Kundry
- (763) Cupido
- (841) Arabella
- (951) Gaspra

- Asteroides de la familia Flora